# Factotum (film)
Factotum – komediodramat filmowy z 2005 roku w reżyserii Benta Hamera, nakręcony w koprodukcji norwesko-amerykańsko-włosko-niemiecko-francuskiej na podstawie powieści Charlesa Bukowskiego pod tym samym tytułem.

## Fabuła
Bohaterem jest Henry Chinaski (w tej roli Matt Dillon), alter ego Bukowskiego, występujący także w innych utworach Amerykanina. Chinaski jest młodym człowiekiem, szukającym stałej pracy w Los Angeles i mieszkającym w gorszych dzielnicach tego miasta. Naprawdę interesują go jednak kobiety, alkohol i pisanie - właśnie wtedy podejmuje pierwsze próby literackie. Film przedstawia jego życiowe perypetie, a także relacje z kobietami, zwłaszcza z Jan (Lili Taylor) i Laurą (Marisa Tomei).

## Obsada
- Matt Dillon – Henry Chinaski
- Lili Taylor – Jan
- Marisa Tomei – Laura
- Fisher Stevens – Manny
- Didier Flamand – Pierre
- Adrienne Shelly – Jerry
- Karen Young – Grace